# Četvrti suputnik (1967.)
Četvrti suputnik, hrvatski dugometražni film iz 1967. godine.